# Höstmörkrets drakar
Höstmörkrets drakar är den första boken i fantasyserien Draklanskrönikan. Författare är Margaret Weis och Tracy Hickman.